# Charles Augustin Wauters

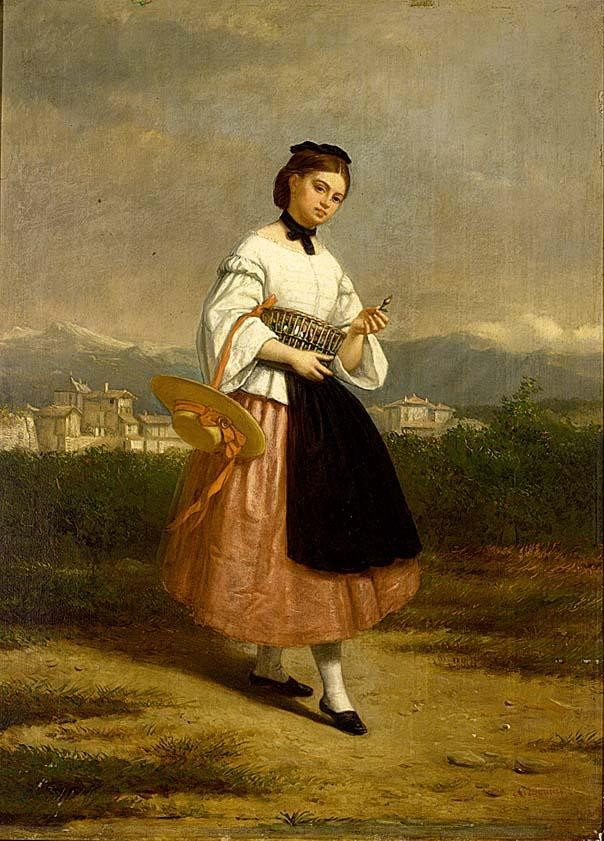
Mädchen in italienischer Volkstracht

Charles Augustin Wauters (* 23. April 1808 in Boom; † 4. November 1869 in Mechelen) war ein belgischer Genre- und Historienmaler sowie Radierer.
Wauters studierte von 1829 bis 1833 an der Akademie von Mechelen und an der Koninklijke Academie voor Schone Kunsten van Antwerpen bei Mathieu Ignace van Brée. Er setzte seine Ausbildung in Paris fort, wo er von den Malern Paul Delaroche und Ary Scheffer beraten wurde.
Zurück in Belgien arbeitete er in Mechelen und wurde zum Direktor der dortigen Kunstakademie berufen. 1836 erhielt er im Brüsseler Salon zwei Silbermedaillen für Werke, die eine „unglückliche Familie“ und den „Tod von Marie de Brabant“ darstellten. Das Historiengemälde „Marie de Bourgogne“ (1839) erinnerte an eine weitere Episode aus der nationalen Geschichte Belgiens.
1842 unternahm er eine Studienreise nach Italien. Im Antwerpener Salon von 1843 zeigte Wauters mehrere Szenen des italienischen Lebens sowie ein Gemälde, die das Leben von Dante Alighieri darstellte.
Wauters nahm an der Weltausstellung Paris 1855 teil.